# Panasqueiraíte
A panasqueiraíte é um mineral do grupo dos fosfatos, com fórmula química CaMg[(OH,F)(PO4). Cristaliza no sistema monoclínico e possui dureza 5, lustre sedoso a nacarado e densidade 3.27 kg/m³. A sua risca é branca e apresenta-se geralmente com cores que variam do branco ao rosado.
O nome deste mineral está relacionado com o local onde foi descoberto, a Mina da Panasqueira, concelho da Covilhã, Portugal.